# Masahiro Shimizu
Masahiro Shimizu (Fujisawa, 22 de noviembre de 1964) es un expiloto de motociclismo japonés, que disputó Grandes Premios del Mundial entre 1987 y 1993. En sus inicios, ganó la edición de 250cc del All Japan Road Race Championship de 1987. Debutó en el Mundial en 1987. Su mejor temporada fue en 1991, cuando acabó quinto en la categoría de 250cc a bordo de una Honda.

## Resultados en el Campeonato del Mundo
Sistema de puntuación desde 1988 hasta 1992:
| Posición | 1  | 2  | 3  | 4  | 5  | 6  | 7 | 8 | 9 | 10 | 11 | 12 | 13 | 14 | 15 |
| Puntos   | 20 | 17 | 15 | 13 | 11 | 10 | 9 | 8 | 7 | 6  | 5  | 4  | 3  | 2  | 1  |

Sistema de puntuación desde 1993 en adelante:
| Posición | 1  | 2  | 3  | 4  | 5  | 6  | 7 | 8 | 9 | 10 | 11 | 12 | 13 | 14 | 15 |
| Puntos   | 25 | 20 | 16 | 13 | 11 | 10 | 9 | 8 | 7 | 6  | 5  | 4  | 3  | 2  | 1  |

(Carreras en negrita indica pole position; carreras en cursiva indica vuelta rápida)
| Año  | Cat.  | Equipo | Moto    | 1       | 2      | 3     | 4      | 5       | 6      | 7       | 8      | 9       | 10      | 11     | 12      | 13      | 14      | Pts. | Pos. |
| ---- | ----- | ------ | ------- | ------- | ------ | ----- | ------ | ------- | ------ | ------- | ------ | ------- | ------- | ------ | ------- | ------- | ------- | ---- | ---- |
| 1987 | 250cc | Honda  | JPN 4   | ESP -   | GER -  | NAT - | AUT -  | YUG -   | NED -  | FRA -   | GBR -  | SWE -   | CZE -   | RSM -  | POR -   | BRA 9   | ARG 3   | 20   | 13.º |
| 1988 | 250cc | Honda  | JPN -   | USA -   | ESP 5  | EXP 2 | NAT 4  | GER Ret | AUT 6  | NED Ret | BEL NC | YUG Ret | FRA Ret | GBR 9  | SWE Ret | CZE 13  | BRA 9   | 68   | 10.º |
| 1989 | 250cc | Honda  | JPN 13  | AUS 14  | USA 10 | ESP 7 | NAT 11 | GER 3   | AUT 10 | YUG DNS | NED 11 | BEL 9   | FRA 7   | GBR 3  | SWE Ret | CZE 2   | BRA 2   | 116  | 6.º  |
| 1990 | 250cc | Honda  | JPN Ret | USA 11  | ESP NC | NAT 8 | GER 6  | AUT Ret | YUG 12 | NED 4   | BEL 9  | FRA 4   | GBR 2   | SWE 3  | CZE Ret | HUN Ret | AUS 8   | 100  | 7.º  |
| 1991 | 250cc | Honda  | JPN 8   | AUS Ret | USA 5  | ESP 4 | ITA 7  | GER 5   | AUT 6  | EUR 6   | NED 6  | FRA 6   | GBR 4   | RSM 4  | CZE 4   | VDM 5   | MAL Ret | 142  | 5.º  |
| 1992 | 250cc | Honda  | JPN Ret | AUS Ret | MAL 8  | ESP 3 | ITA 8  | EUR Ret | GER 5  | NED 5   | HUN 4  | FRA Ret | GBR 9   | BRA 13 | RSA 11  |         |         | 46   | 9.º  |